# Indústria aeroespacial

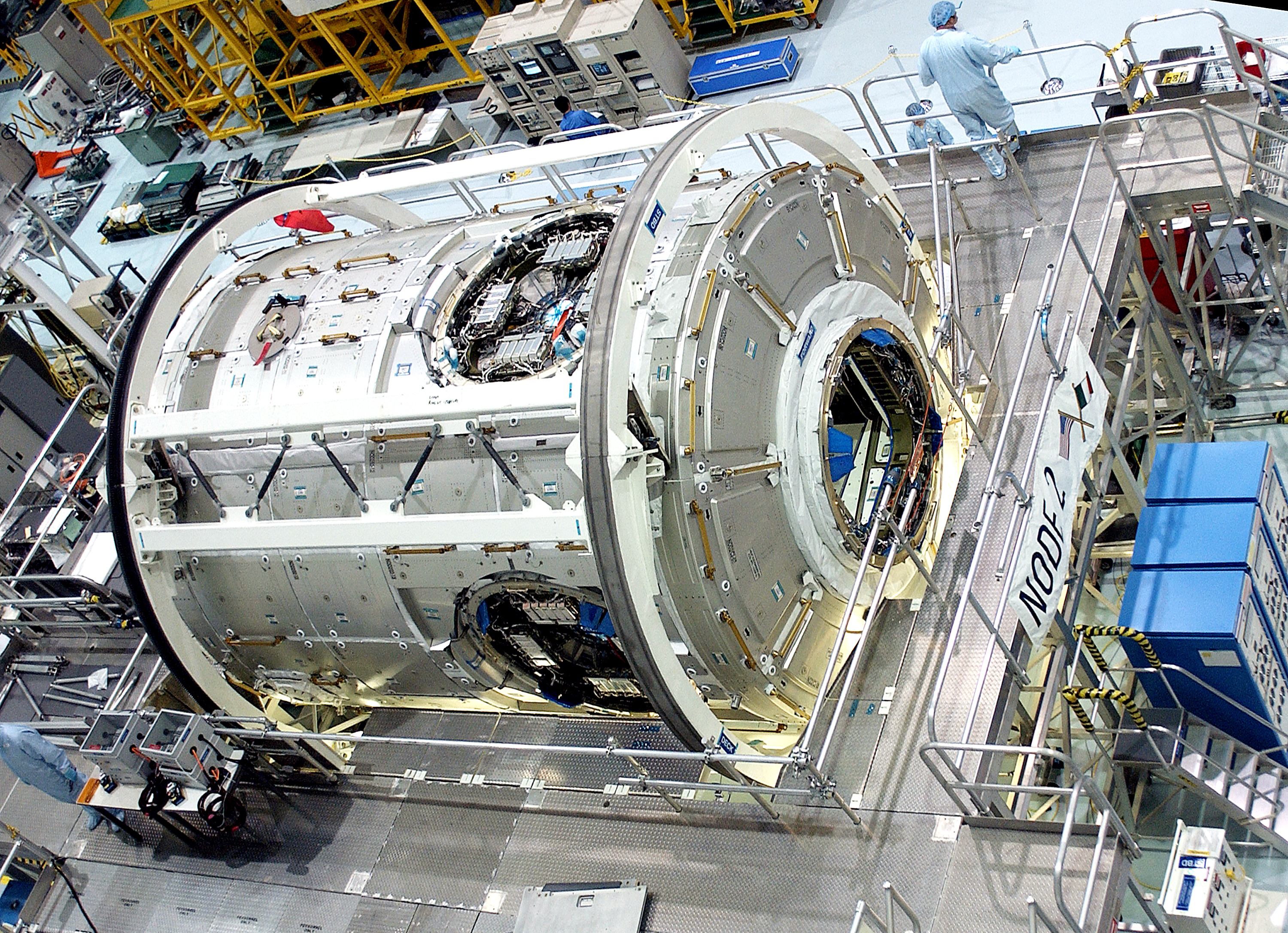
Construcció del mòdul Harmony de l'Estació Espacial Internacional en la NASA.

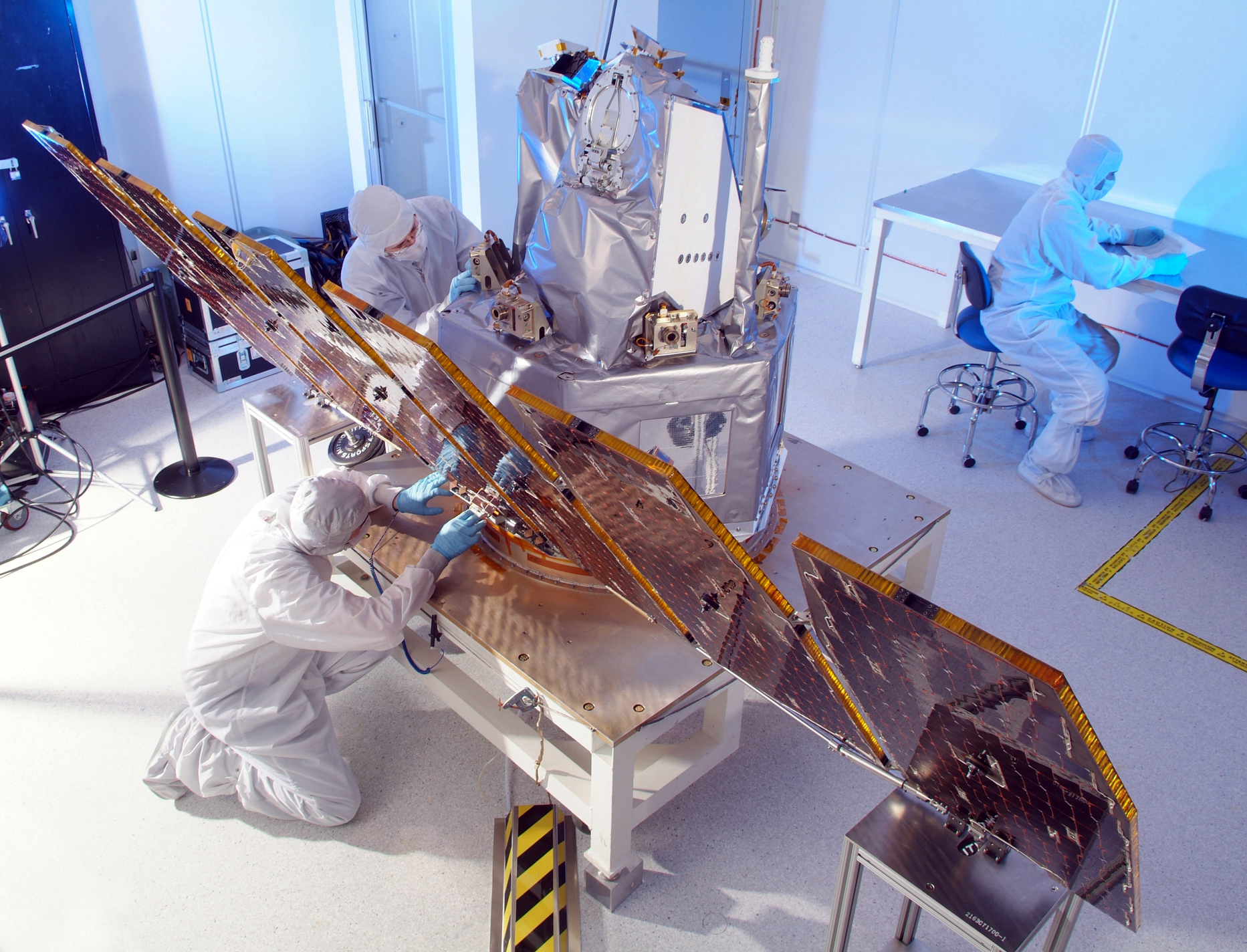
Satèl·lit artificial AIM de la NASA.

La indústria aeroespacial  és la indústria que s'ocupa del disseny, fabricació, comercialització i manteniment de aeronaus (avions, helicòpters, vehicles aeris no tripulats, míssils, etc.), naus espacials i coets, així com d'equips específics associats (propulsió, sistemes de navegació, etc.). És una de les activitats del sector econòmic de la indústria aeronàutica i espacial. Aquests sectors estan estretament lligats a les activitats de proveïment de materials militars. La indústria aeroespacial és l'aplicació de les activitats de l'aeronàutica als vols a l'espai exterior, l'aplicació per a la defensa té fins militars.
A la Unió Europea, les companyies Airbus, BAE Systems, Thales, Dassault, Saab i Finmeccanica representen una gran part de la indústria aeroespacial i esforç de recerca, amb l'Agència Espacial Europea com un dels més grans consumidors de tecnologia i productes aeroespacials, i amb l'Agència Europea de Seguretat Aèria com ha autoritat aèria. En Rússia, les grans companyies aeroespacials són Oboronprom i la United Aircraft Corporation que engloben Mikoian, Sukhoi, Iliushin, Túpolev, Iàkovlev i Beríyev.
Als Estats Units, el Departament de Defensa i la NASA amb els grans consumidors de tecnologia i productes aeroespacials, i amb l'Administració Federal d'Aviació com ha autoritat aèria. Mentre que les companyies Boeing, United Technologies Corporation i Lockheed Martin es troben entre els fabricants aeroespacials més àmpliament coneguts.
Entre les locaciones importants de la indústria aeroespacial civil a tot el món es troba Seattle en Estats Units (Boeing), Mont-real en Canadà (Bombardier), Tolosa a França i Hamburg en Alemanya (ambdós Airbus/EADS), el nord-oest d'Anglaterra i Bristol al Regne Unit (BAE Systems, Airbus i AgustaWestland), així com São José dos Campos en Brasil on es troba la seu de Embraer.

## Història

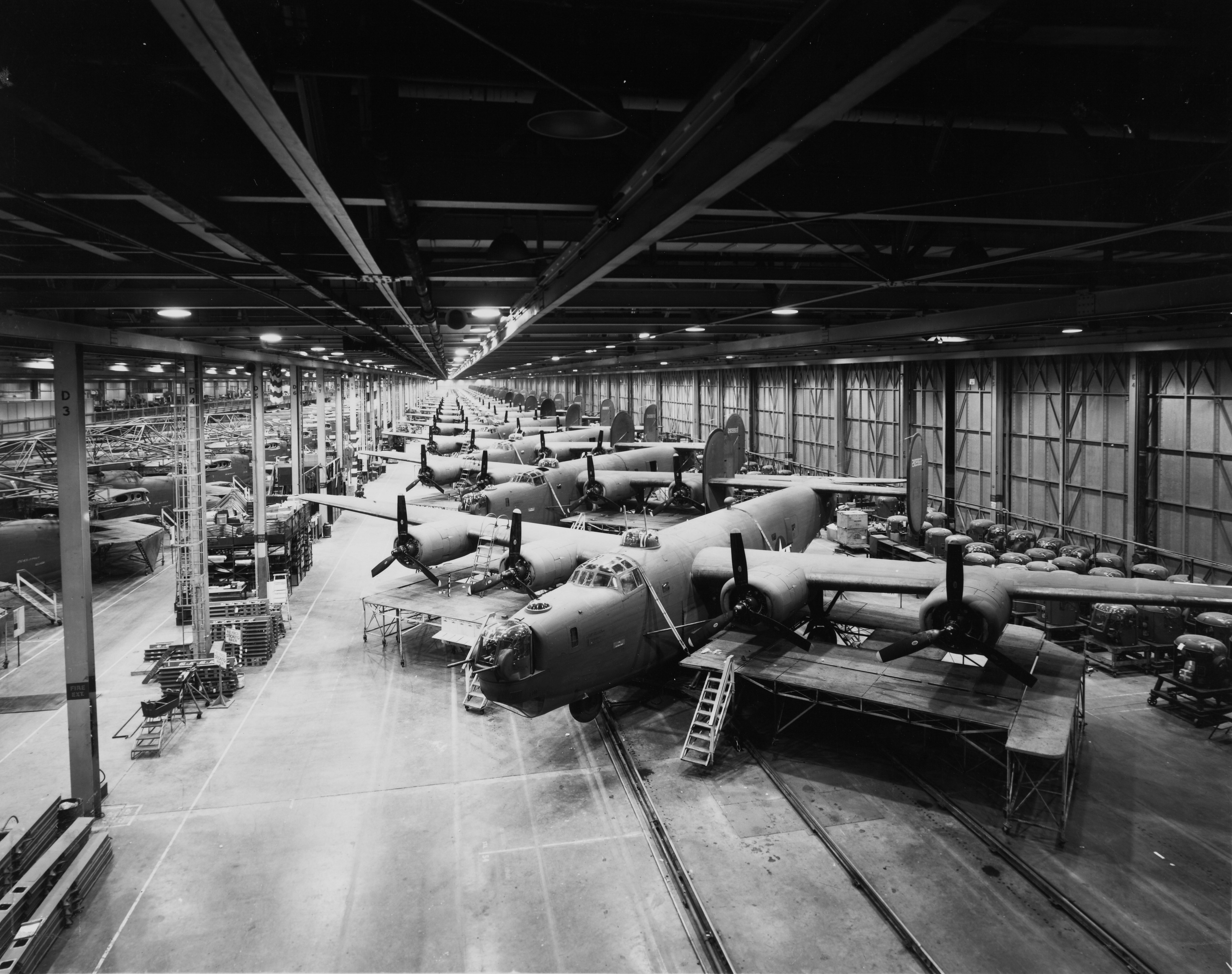
Construcció d'un bombarder B-24 a la fàbrica Willow Run de la Ford als Estats Units durant la Segona Guerra Mundial.

En el curs de la primera meitat del segle xx, la indústria aeronàutica estava repartida en el conjunt del món industrialitzat, encara que amb predominança dels Estats Units. Des del final de la Segona Guerra Mundial i encara més des del caiguda del bloc soviètic, la indústria aeronàutica ha estat incontestablement dominada per Estats Units, encara Europa va aconseguir algunes innovacions: el Comet de la companyia britànica de Havilland serà el primer avió civil de propulsió a raig, la Caravelle, de la companyia francesa Sud Aviation, va ser el primer turborreactor comercial de curt i mitjà abast i l'únic amb la planta motriu muntada a la part posterior del fuselatge; França i Regne Unit van llançar en conjunt el Concorde, primer avió comercial supersònic que va arribar a la velocitat Mach 2. Després, Europa, mitjançant l'Airbus, va aconseguir establir una competència eficaç en el domini del transport civil. Certs estats europeus han mantingut una indústria militar aeroespacial sigui per preservar la seva independència enfront de l'hegemonia estatunidenca o bé perquè Estats Units els ha negat l'accés a la seva producció. La primacia dels Estats Units s'explica per la grandària del seu mercat intern (militar i civil) que comporta a l'amortització més ràpida dels costos de producció i pel domini de la tecnologia avançada necessària per al desenvolupament de nous aparells o sistemes.

### El reagrupament dels industrials de l'aeronàutica
La importància de les inversions i l'amplitud dels cicles necessaris per desenvolupar un nou aparell han precipitat el reagrupament d'industrials per mitjà de compres i fusions. Aquesta tendència és molt notòria en els fabricants de naus i motors, encara que una mica menys per als fabricants d'equipaments.
A França, només subsisteixen Dassault Aviation, fabricant d'aeronaus; Snecma, fabricants de motors per a aeronaus, i Thales. Aérospatiale va ser una altra empresa aeroespacial creada el 1970 i composta de més d'una dotzena de societat creades abans de la Segona Guerra Mundial pioneres en l'aviació, però el 2001 es va fusionar amb una altra empresa per crear Aérospatiale-Matra i, després, va ser absorbida per la corporació europea EADS. Des de l'1 de gener de 2011, França també compta, a través de l'ENAC, amb la universitat aeronàutica més gran d'Europa.
Al Regne Unit, el constructor BAE Systems i el fabricant de motors Rolls-Royce plc han seguit un curs idèntic. Així, BAE es va formar el 30 de novembre de 1999 amb la fusió de British Aerospace (Bae), de Havilland, Avro, Blackburn, Hawker, Armstrong, Vickers, Bristol i Marconi Electronic Systems (MES), la filial de defensa de General Electric (GEC). Com a resultat de la fusió, BAE Systems és el successor de gran part dels més famosos avions i sistemes de defensa britànics.
A Alemanya, el constructor DASA (Deutsche Aerospace AG) va sorgir de la fusió de Messerschmitt, Bolkow, Dornier i dues divisions de AEG. El juliol de 2000, DASA es va fusionar al costat de Aérospatiale-Matra i CASA per formar EADS.
Als Estats Units, un moviment idèntic ha portat a fusions a l'interior de les fabricants d'aeronaus: Boeing (McDonnell, Douglas, North American), General Dynamics (Gulfstream), Northrop Grumman (Northrop, Grumman, Westinghouse, Teledyne-Ryan, TRW), Lockheed -Martin (Lockheed, Martin Marietta). Així mateix, l'empresa Rockwell Collins s'enfoca en la fabricació d'equips, mentre que United Technologies i General Electric es dedica a la manufactura de motors.
Paral·lelament a aquestes reestructuracions, van emergir nous constructors en els països en desenvolupament (en particular, el Sud-est Asiàtic i Amèrica del Sud). De moment, molts dels constructors de la indústria aeronàutica sorgits del bloc soviètic segueixen sent en bona part dependents de la indústria estatunidenca i europea per als seus motors i equips.

## Nota
1. ↑  Fusion ENAC-SEFA : la France a la plus grande école d’aviation européenne